# Raichle J. Ferenc

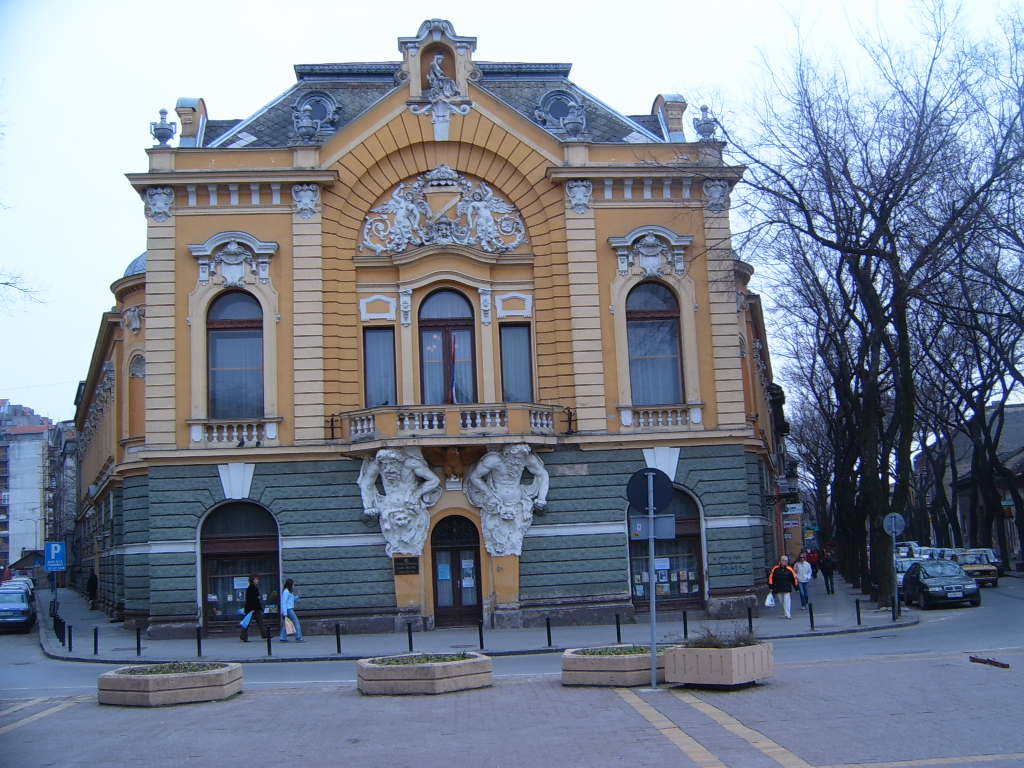
Városi Könyvtár, Szabadka

Raichle J. Ferenc (vagy Raichl, Apatin, 1869. február 23. – Budapest, 1960. április 12.) magyar építész, a 19-20. századforduló művészetének meghatározó, jellegzetes képviselője, sokoldalú egyéniség, finom ízlésű műgyűjtő, építési vállalkozó, vakmerő üzletember.

## Jelentősége
1895-ben, huszonhat éves korában már szabadkai építészként emlegetik, mivel budapesti egyetemi tanulmányai végeztével (1891) és külföldi szakmai tanulmányai, majd rövidebb budapesti és szegedi tartózkodás után ide nősül és itt telepszik le. Raichle József Ferenc, a szintén apatini születésű Pártos Gyula révén ismerkedik meg a modern szecessziós építészettel. Pártos mint Lechner Ödön évfolyamtársa és munkatársa, valamint Lechner követői, együtt alakították ki az új szecessziós magyar nemzeti stílust, a nemzetközi kortárs irányvonalat, a magyar nemzeti formavilágot kutatva.

## Élete

### Szabadkai évek
Raichle J. Ferenc műépítészi tanulmányai végeztével, és később is több európai fővárosban ismerkedik kora építészeti törekvéseivel. Első szabadkai munkája a Koczka Géza által tervezett Nemzeti Szálloda homlokzatának felújítása. Időközben megnősül. Feleségül veszi Varga Károly - a Városi Tanács egy tekintélyes és befolyásos képviselőjének - lányát. 1896-ban a Szabadkai Főgimnázium terveinek elkészítésére hirdetett pályázaton az első díjat nyeri. Szakmai vádaskodások és féltékenység után a pályázatot megsemmisítik, de a gimnázium építése mégis Raichle tervei alapján valósul meg 1900. május 11-én. Hasonló összeütközések kísérik végig szabadkai tevékenységét, miközben részt vesz a zsinagóga, majd városháza megtervezésére kiírt pályázaton. Az elkövetkezendő években Lechner Ödön és követőinek avantgárd hatása alatt fantáziadúsan megfogalmazott épületek tervein dolgozik, kiválva az eklektika bűvköréből. Első próbálkozása Conen Vilmos részére tervezett palicsi villa-nyaralója. 1896-ban tervezte és építette a szegényházat, befejezte a városközpontban lévő barokk kúria felújítását, kialakítva a Nemzeti Kaszinót. 1897-ben megbízást kap az új honvéd laktanya felépítésére és további munkákra.
Legjelentősebb épülete saját szabadkai családi háza a Raichle-palota. Az épület nagyon gyorsan elkészült, hamarosan megtelt műértékekkel, stílbútorral és egyéb különlegességekkel, Eisenhut Ferenc és más mesterek festményeivel, orientalista faliszőnyegekkel. Raichle rövid ideig élt családjával ebben a házban. Az épületben lévő tervezőirodájában készíti a Fernbach-kastély terveit, itt készül Raichle saját szabadkai sertéshizlaldája és tejgyára gazdasági épületeinek tervei. A siker azonban nem tartott örökké. Új, felkapott építészek jelentek meg a városban Jakab Dezső és Komor Marcell személyében, majd a pazarló életmód, néhány balsikerű vállalkozás, de főleg az új polgármester (Bíró Károly) személyében megtestesülő politikai változások kegyvesztettséghez, később csődbe vezették Raichlét. A minden ízében pompás, szecessziós családi palota és a mellette emelkedő bérházak építkezései a vasútállomással szembeni telken is óriási összegeket emésztettek fel, akárcsak a kártyázással felhalmozott adósságai, amelyeket kölcsönökből igyekezett fedezni. A tönkrement építész családjával 1906-ban kénytelen volt megszégyenülve elhagyni a várost, teljes vagyonát, ingatlanjait és ingóságait a hitelezők elárvereztették.

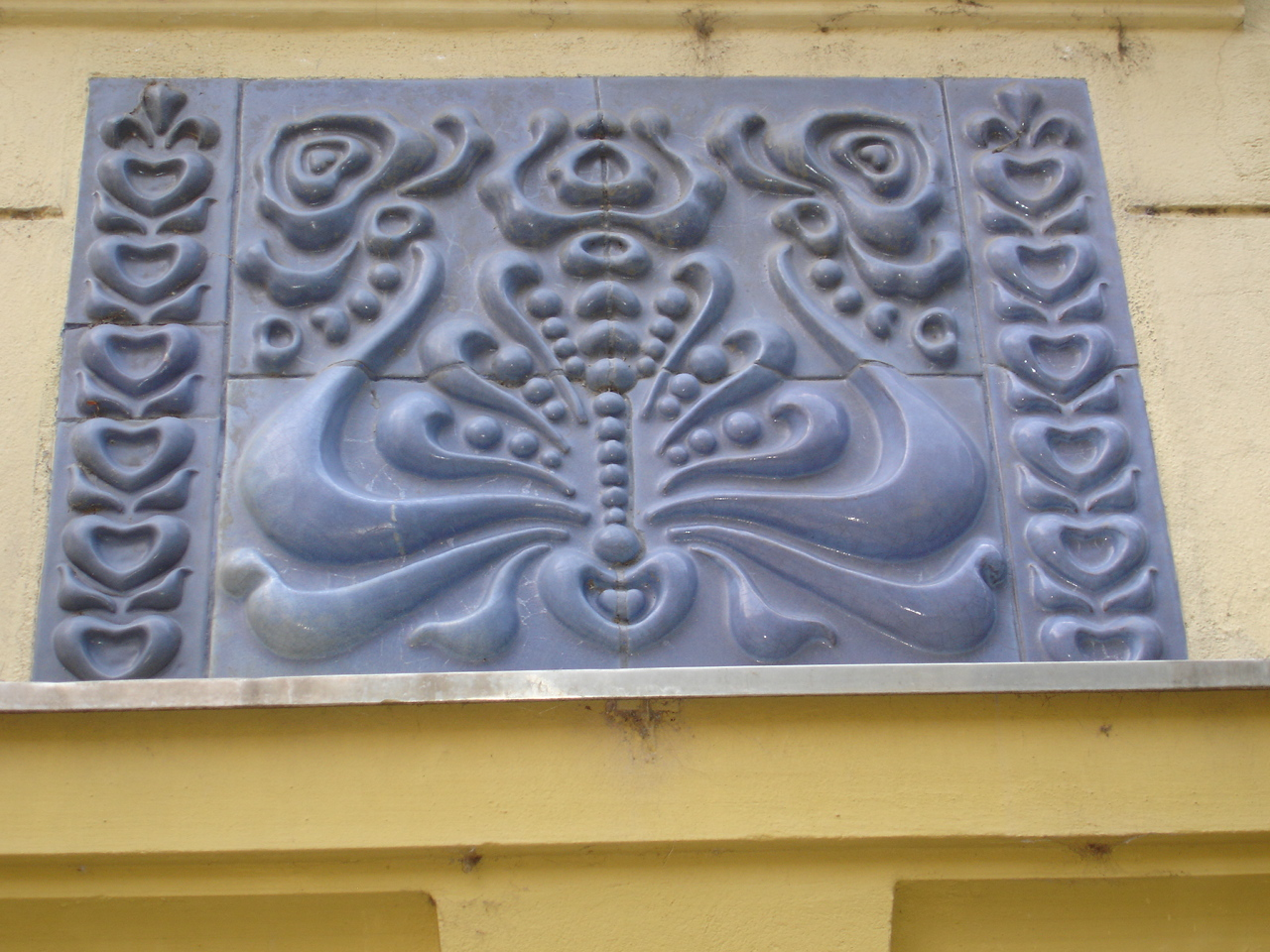

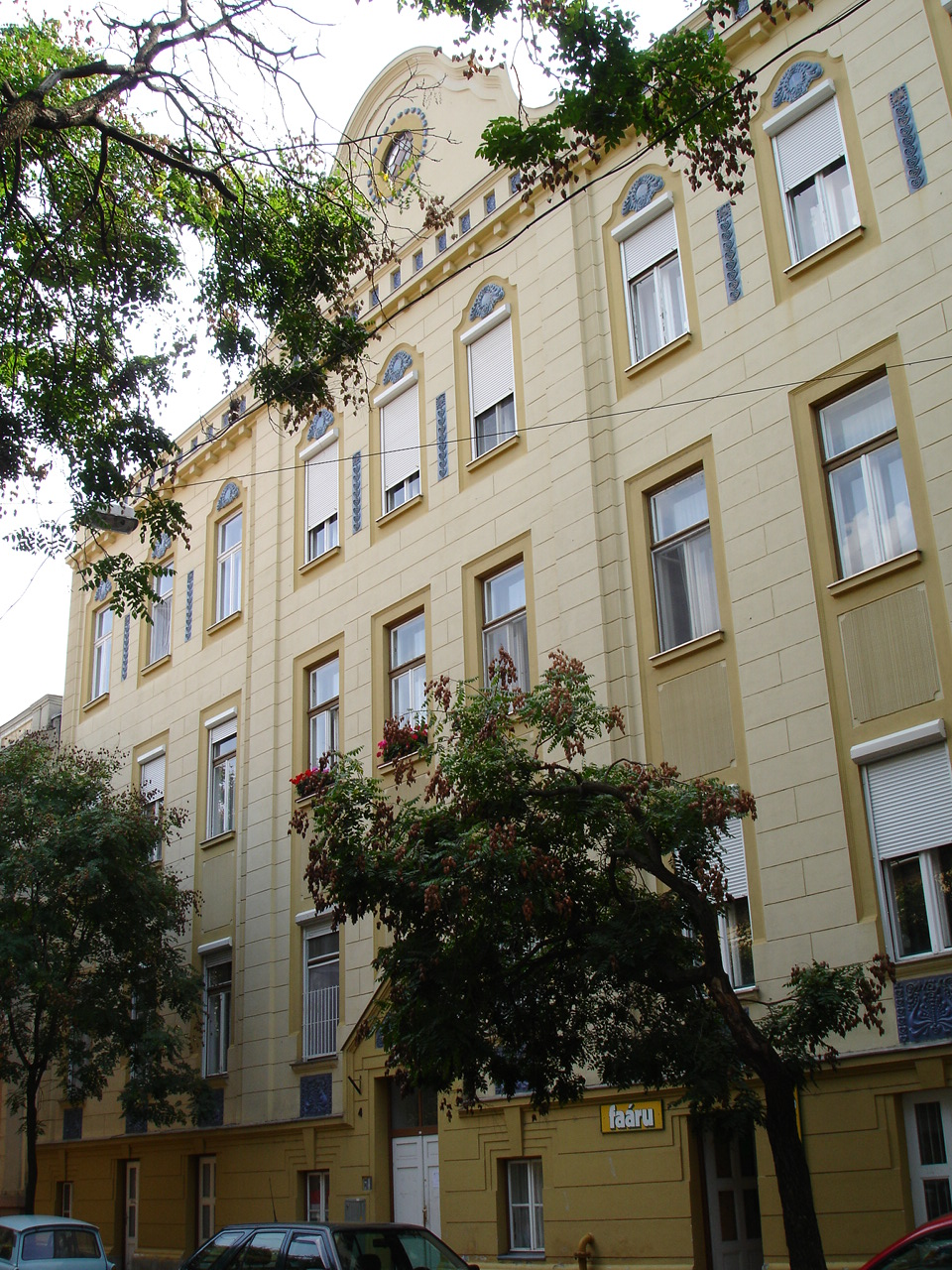
Schäffer-ház, Szeged

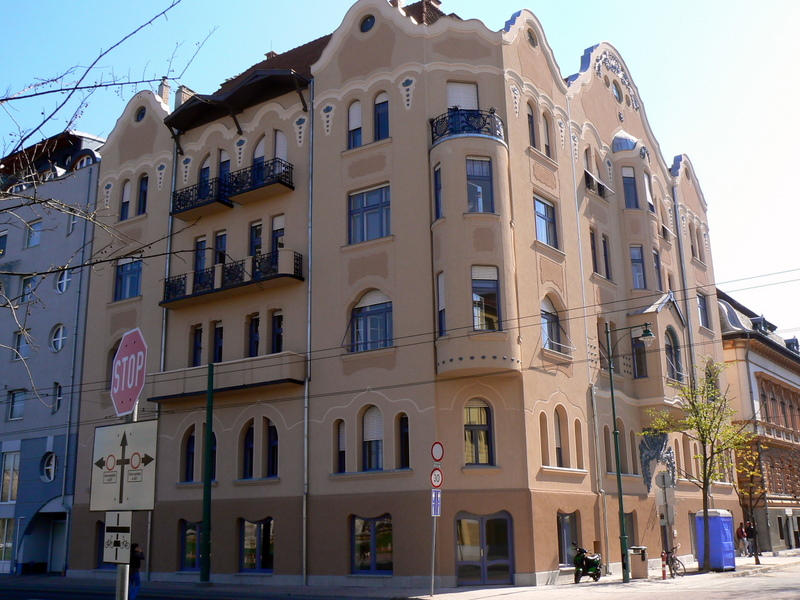
Móritz-ház, Szeged Műemlék

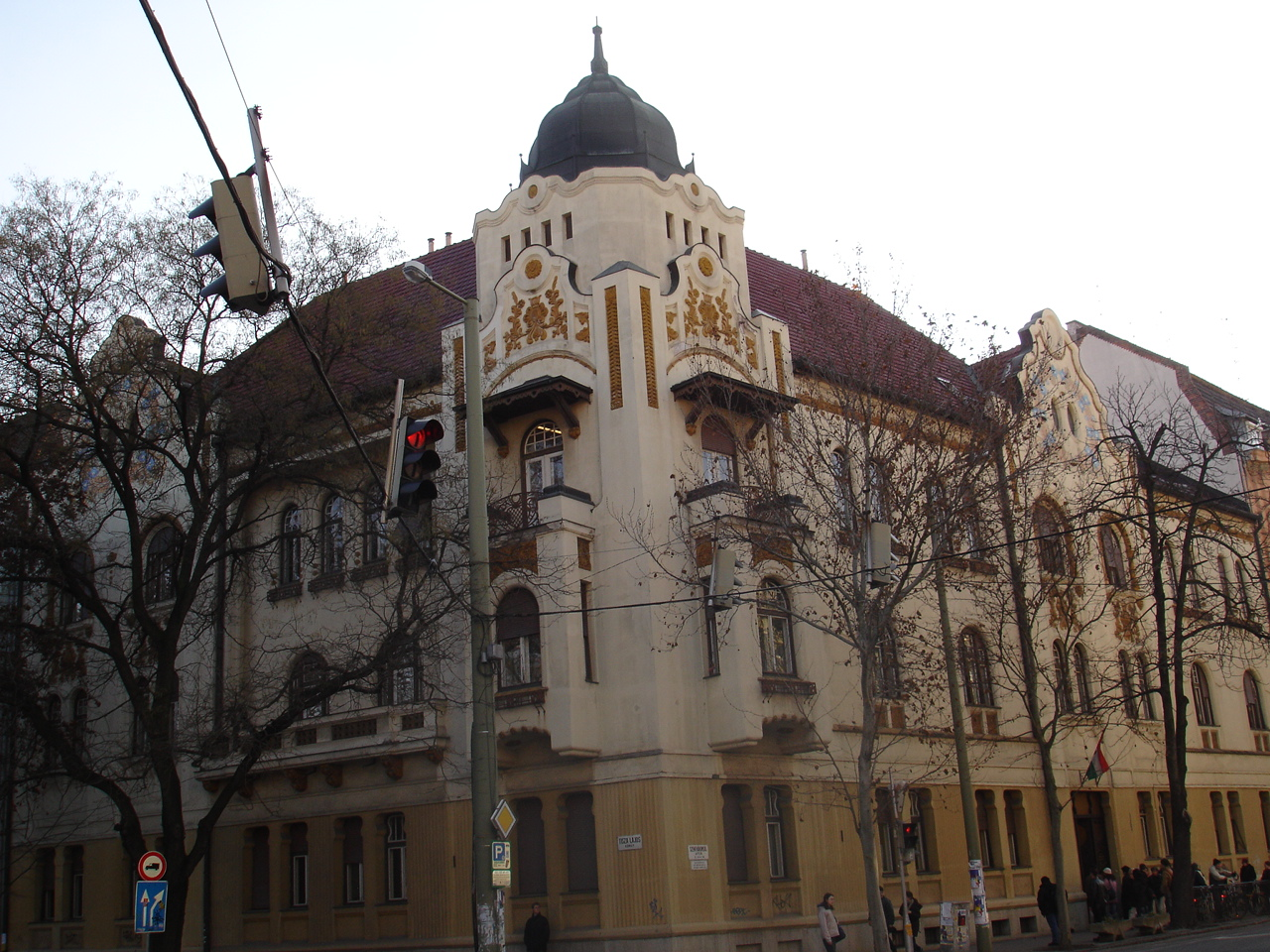
Raichle-palota, Szeged Műemlék

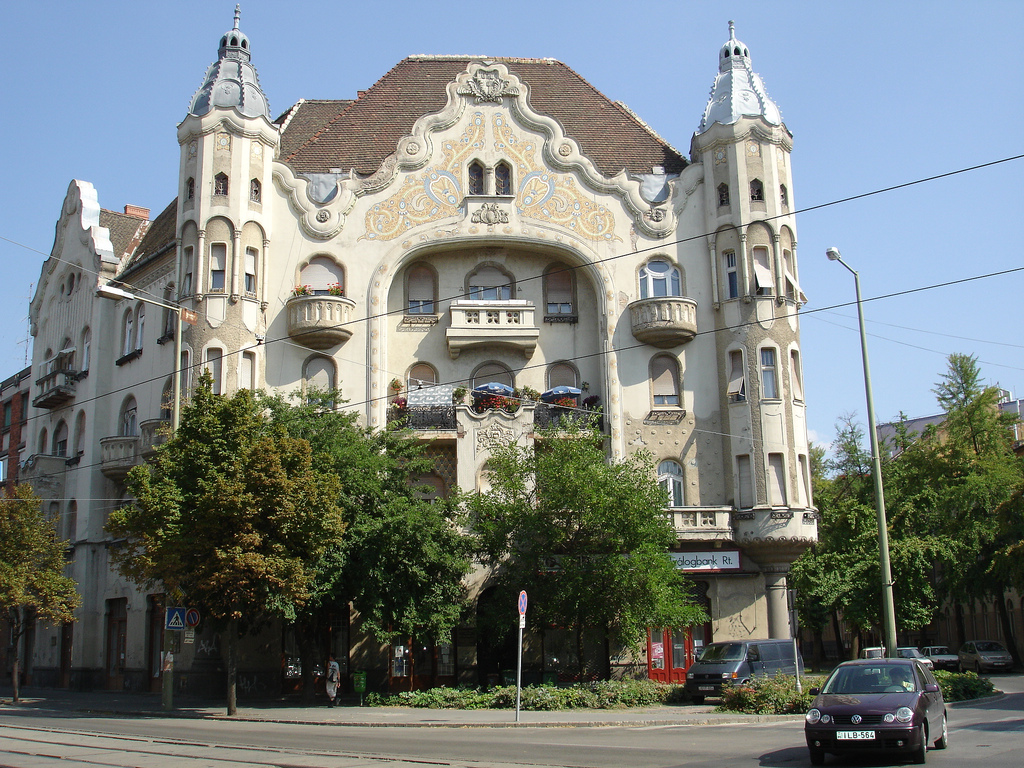
Gróf-palota, Szeged Műemlék

### Szegedi évek
1905 októberében Raihle Szegedre szerződött a rókusi Szent Rókus-templom kivitelezésére. Az építkezés alatt az egész városra kiterjedő sztrájk hátráltatta a munka haladását. A heteken át tartó ostromállapot és a bérmozgalom eredménye miatt határidőcsúszást és csődöt volt kénytelen bejelenteni. Raichle 1906-ban alkotói tevékenységének teljében Szegeden telepedett le, tehetségének és alkotóvágyának köszönhetően ismét talpra állt és még Szabadkán kiforrt szecessziós stílusával és jellegzetes építészeti nyelvezetével néhány év leforgása alatt emeletes paloták sorával gazdagította Szeged építészeti örökségét. Schäffer Vilmos bérháza első önálló szecessziós alkotása Szegeden, (1907) egyszerűen tagolt homlokzatát a vakolt felületeken nútozással kőburkolatot imitáltak. Rátétként jelentkező, domborműves magyaros kékmázas majolikadíszítés teszi lággyá és színessé. Ilyen mező tölti ki a bejárat fölötti meredek timpanont is.
A Raicle-palotán (1910) a németországi benyomásai, valamint Lechner Ödön és Magyar Ede hatása tükröződik. Egyéni stílusát a szabadkai munkáin alakította ki. A homlokzat eredetiségét az érzékenyen formált zárt erkélyek adják, fölöttük áttört mellvéddel nyitott fa előtetővel. A homlokzati orommezőket szűrhímzést idéző okkersárga mázas kerámia díszek borítják. Móricz-ház (1910) homlokzatait dekoratív, magyaros, a szűrhímzések világából vett, kék mázas kerámia mustrák díszítik. A dús levelű, tekergő indás minták rátétszerűen helyezkednek el a vakolt felületen. A homlokzatok jellegzetes elemei itt is, mint minden épületénél az íves nyílászárók. Vastag István bérházának tervezését (1911) a szakirodalom Raichle J. Ferencnek tulajdonítja, a rajzokon azonban nem az ő neve szerepel. Homlokzatát rendkívül gazdag, szűrmintát idéző, kék mázas virágfüzérek díszítik.
Dr. Gróf Árpád a Szeged-Csongrádi Takarékpénztár ügyésze részére tervezett palota (1912-13) három utca által határolt háromemeletes épület. Tervezésekor sajátságosan egyesítette a modern gondolatokat és vívmányokat (beépített lift, fürdő) a hagyományokban gyökerező magyaros és keleti motívumokkal. Rendkívül attraktív hatású a különböző felületek alapfalsíkból előreugró erkélyek és a hátrahúzott felületek játéka. A homlokzati ornamentika meghatározó eleme a főhomlokzat gazdag keleties arany mozaikja, melynek elemei fölcsillannak a homlokzat egyéb helyein. A magyaros motívumokat domború mázas kerámiával jeleníti meg. Ez méltó fináléja egy nem mindennapi tehetség alkotói kifejezésmódjának. Szegedi alkotásai közül eddig három védelem alatt álló műemlék. Az első világháború után Budapestre költözött, ezt követően nem épített egyetlen jelentősebb épületet sem, és hosszú életének végén elfeledve halt meg. A Farkasréti temetőben helyezték örök nyugalomra.

## Főbb művei (válogatás)

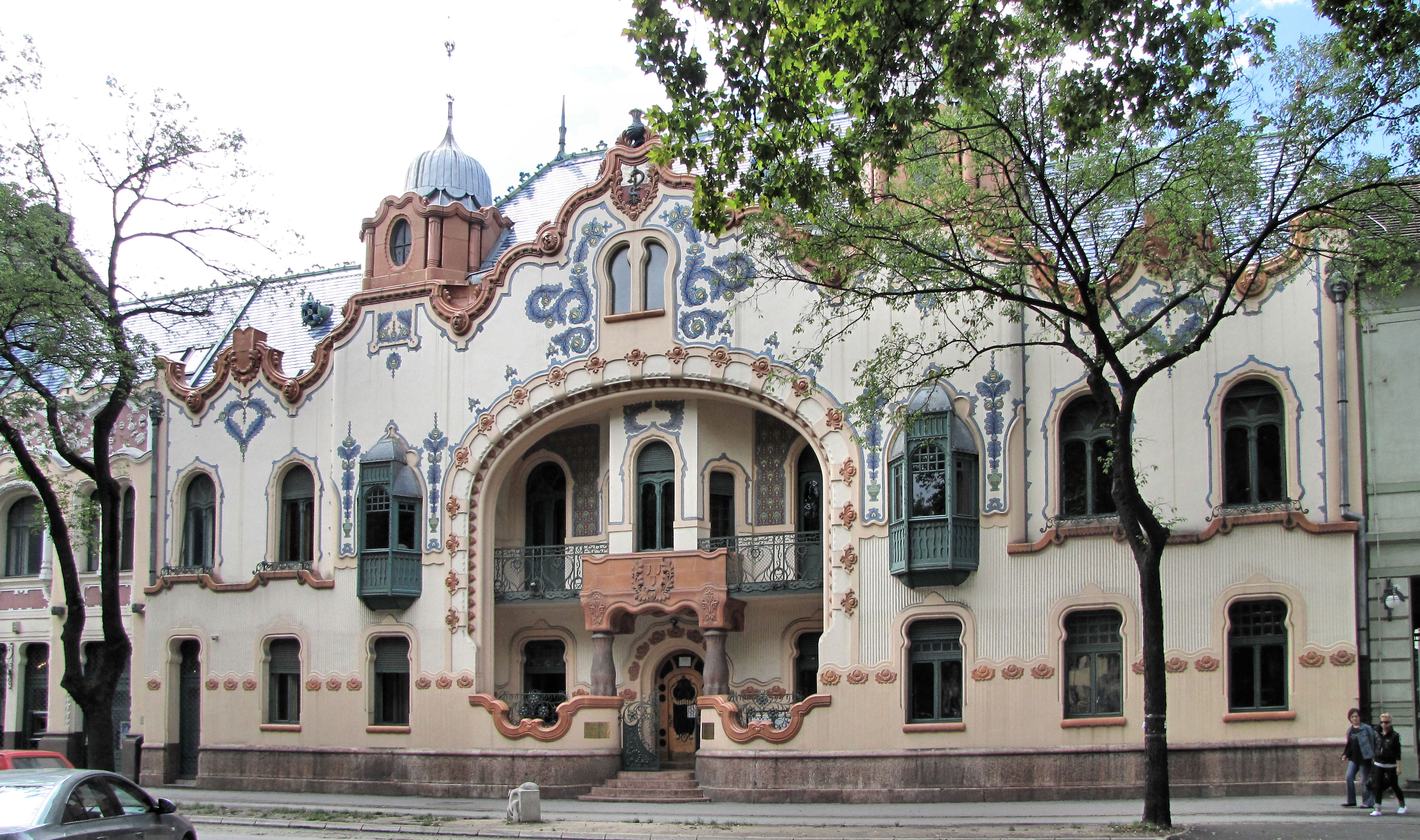
Raichle-palota, Szabadka

- 1895 Nemzeti Szálloda homlokzatának felújítása, Szabadka
- 1895 Nemzeti Kaszinó épülete, Szabadka
- 1896-1900 Főgimnázium tervei, Szabadka
- 1900 Conen-villa, nyaraló, Palics
- 1900 Zsinagóga pályázata, Szabadka
- 1901 Osztrák-Magyar Bank épülete, Szabadka
- 1902 Medgyanszky Sebő lakóháza, Szabadka
- 1903 Raichl-palota, saját lakóháza, Szabadka[11]
- 1904 Raichle-palota melletti kétemeletes bérpalota, Szabadka
- 1903-04 Római katolikus templom, Bácstopolya
- 1906 Sertéshizlalda és tejüzem tervei, Szabadka
- 1906-07 Fernbach-kastély kivitelezése, Aleksa Šantic (Babapuszta)
- 1906 Szabadkai városháza pályázata (III. díj)
- 1906-07 Városháza kivitelezése, Apatin
- 1907 Shäffer-ház, Szeged, Gyertyámos u. 4.
- 1908 Villa, Szeged, Somogyi u. 42. – (lebontva)
- 1912-13 Gróf-palota, Szeged, Tisza Lajos körút 20/b.
- 1909-10 Móricz-ház, Szeged, Szent Mihály u. 9.
- 1909-10 Raichle-palota, Szeged, Szentháromság u. 2-4.
- 1911 Vastag-ház, Szeged, Bercsényi u. 17. (Stahl József ?)
- 1906-10 Rókusi templom kivitelezése, Szeged

## Külső hivatkozások
- A szecesszió Szabadkai építésze: Raichle J. Ferenc 209-213. p.
- Országépítő[halott link] 36-38 p.
- Raichle J. Ferenc Archiválva 2009. május 5-i dátummal a Wayback Machine-ben
- A szecesszió születése Szabadkán
- Raichle-palota, Szeged[halott link]